# Шевиње сир л'Оњон
Шевиње сир л'Оњон (фр. Chevigney-sur-l'Ognon) насеље је и општина у источној Француској у региону Франш-Конте, у департману Ду која припада префектури Безансон.
По подацима из 2011. године у општини је живело 241 становника, а густина насељености је износила 52,62 становника/km². Општина се простире на површини од 4,58 km². Налази се на средњој надморској висини од 225 метара (максималној 241 m, а минималној 202 m).

## Демографија
| 1962. | 1968. | 1975. | 1982. | 1990. | 1999. | 2011. |
| ----- | ----- | ----- | ----- | ----- | ----- | ----- |
| 83    | 95    | 89    | 212   | 240   | 240   | 241   |

График промене броја становника у току последњих година